# 荒松雄
荒 松雄（あら まつお、1921年（大正10年）5月7日 - 2008年（平成20年）11月8日）は、日本の歴史学者（インド史・南アジア史）、小説家。位階は従四位。勲等は瑞宝重光章。学位は博士（史学）（専修大学・2001年）。筆名は「新谷 識」（しんたに しき）。東京大学名誉教授、恵泉女学園大学名誉教授、日本学士院会員。
東京大学東洋文化研究所教授、東京大学東洋文化研究所所長、津田塾大学学芸学部教授、恵泉女学園大学人文学部教授、財団法人東洋文庫研究員などを歴任した。

## 経歴
生い立ち
1921年、東京府東京市浅草区浅草材木町（現在の東京都台東区雷門二丁目）の裕福な商家、材木問屋に生まれた。5人きょうだいの末っ子であった。子ども時代には『少年倶楽部』に掲載されていた 山中峯太郎著「亜細亜の曙」のSF的探偵綺談に惹かれ、『新青年』でも探偵小説の面白さに触れ、大学時代に再燃し、古今東西の古典や文学を乱読する傍ら、江戸川乱歩・黒岩涙香を耽読、「推理小説志向の根は、大学生の時に固まったらしい」と記している。東京府立第三中学校（現東京都立両国高等学校）、第一高等学校文科丙類（フランス語）を経て、1941年に東京帝国大学文学部東洋史学科に入学した。太平洋戦争の時局悪化の中で、卒業前の1943年12月に学徒兵として出征。京城府（現 ソウル）、華北の石門（現 石家荘）、済州島で、2年間の軍隊生活をおくった。
復員後、出征中の1944年9月に大学を卒業していたことを知った。1946年4月東京帝国大学大学院入学。
戦後、歴史学者として
1947年、東京大学東洋文化研究所助手に採用された。1952年6月から1956年3月までインドへ出張、帰国後、東京大学東洋文化研究所講師に昇格し、東京大学文学部講師を併任した。1958年に同助教授、1967年に同教授に昇格した。1972年から1973年まで、同所所長を務めた。
この間、1959年～1960年、1961年～1962年の2回にわたって、東京大学インド史跡調査団の副団長として現地調査を実施。
1980年3月から6月、オーストラリア国立大学ヴィジティング・フェロー(客員研究員)を務めた。1982年に東京大学を定年退官し、名誉教授となった。その後は、同1982年から津田塾大学教授となり、1995年に退任。その後も恵泉女学園大学教授を務め、退任後に恵泉女学園大学名誉教授となった。学界では、1995年12月に学士院会員に選出。東洋文庫研究員でもあった。2001年、学位論文『インド-イスラム遺蹟研究』を専修大学に提出して史学博士の学位取得。また、カナダ・ヴィクトリア大学より美術史学名誉博士を授与された。
学界以外では日印協会理事をつとめとしてインド文化講演会の講師もつとめる、両国の理解と親善にも務めた。
2008年11月8日死去。死去と共に正八位から従四位に昇叙され、瑞宝重光章が贈られた。

### 小説家として
「新谷 識」（しんたに しき）の筆名で推理作家としても活躍。1975年に『死は誰のもの』で第14回オール讀物推理小説新人賞を受賞し、推理作家としても活動した。筆名「新谷識」は、阿頼耶識（あらやしき）に基づく。

## 受賞・栄典
- 1975年：第14回オール讀物推理小説新人賞を受賞。
- 1978年：『インド史におけるイスラム聖廟』で第68回日本学士院賞を受賞[25]。
- 2008年：従四位、瑞宝重光章。

## 研究内容・業績
専門はインド史、および、南アジア史。インド中世の政治権力と宗教勢力との関係について研究するなど、日本におけるインド史の本格的な研究の開拓者として知られている。

## 著作
単著
- 『現代インドの社会と政治：その歴史的省察』（弘文堂、アテネ新書） 1958、のち中公文庫 1992[26]
- 『三人のインド人：ガンジー、ネール、アンベドカル』（柏樹社、柏樹新書） 1972[27]
- 『ヒンドゥー教とイスラム教 ：南アジア史における宗教と社会』（岩波書店、岩波新書） 1977[28]
- 『インド史におけるイスラム聖廟：宗教権威と支配権力』（東京大学出版会） 1977
- 『インドとまじわる』（未來社） 1982[29]、のち中公文庫 1992[30]

留学から四半世紀にわたりインドの自然、人々、歴史とまじわり続けてきたインド史研究家によるエッセイ集。
- 『わが内なるインド』（岩波書店） 1986[31]

随筆集。
- 『中世インドの権力と宗教：ムスリム遺跡は物語る』（岩波書店） 1989[32]
- 『青春、さもなくば森：インド、ユーラシア、そして私』（未來社） 199

随想集。標題はバルトリハリの詩集「恋愛百頌」の一節：pp.3-18 序章「青春、さもなくば森 - ヒンドゥー、イスラムの古典から -」
- 『多重都市デリー：民族、宗教と政治権力』（中央公論社、中公新書） 1993
- 『インド - イスラム遺蹟研究：中世デリーの「壁モスク」群』（未來社） 1997
- 『中世インドのイスラム遺蹟：探査の記録』（岩波書店） 2003
- 『インドの「奴隷王朝：中世イスラム王権の成立』（未來社） 2006
- 『インドと非インド：インド史における民族・宗教と政治』（未來社） 2007[34]

共編著
- 東京大学インド史跡調査団編：山本達郎・月輪時房共著『デリー：デリー諸王朝時代の建造物の研究』〈全3巻〉東京大学東洋文化研究所。
  - I『遺跡総目録』1967PDF(インディラ・ガンディー国立芸術センター,2023年6月10日閲覧
  - II『墓建築』1969PDF
  - III『水利施設』1970[35]
- 『岩波講座 世界歴史』（岩波書店） 1969 - 1971
  - 第13「南アジア世界の展開 総説」
「インドにおけるムスリム支配の成立」
「ムスリム支配下における宗教と政治権力」
  - 第21「十九世紀におけるインドの改革運動」
  - 第30「インドにおける歴史意識」(別巻 現代歴史学の課題)
- 「ムガル宮廷の女性像」『サリーの女たち』田中於莵弥編、評論社〈世界の女性史 15 インド〉、1976年、119-174頁。 NCID BN02387687。[36]
- 「イスラームの思想 : 政治とのかかわり」『インド入門』辛島昇編、東京大学出版会、1977年、98-109頁。ISBN 978-4130230216。 NCID BN00345890。

## 新谷識 名義の作品
- 『殺人願望症候群』（中央公論社） 1989[37]、のち中公文庫 1992[38]

オール讀物推理小説新人賞の受賞作「死は誰のもの」を含む6篇収録。
- 『ヴェルレーヌ詩集殺人事件』（中央公論社） 1990[39]、のち中公文庫 1993[40]
- 『ピラミッド殺人事件』（双葉社）] 1991[41]、のち双葉文庫 1993[42]
- 『ボロブドゥル殺人事件』（双葉社） 1992[43]
- 『インド宮廷秘宝殺人事件』（双葉社） 1995[44]

## 論文
- 『東洋文化研究所紀要』東京大学東洋文化研究所[45]
  - 「インド村落共同体研究についての覺書:19世紀におけるイギリス人による諸論考」『紀要』2, 1951年, 97-149頁doi.
  - 「デリー・サルタナット初期におけるスルターンの繼承」『紀要』8, 1956年, 277-309頁doi.
  - 「「奴隷王朝」の君主權と貴族勢力 : デリー・サルタナット初期における支配の構造」『紀要』11, 1956年, 1-34頁doi.
  - 「デリーに現存する奴隷王朝初期の墓について」『紀要』33, 1964, 1-131頁doi
  - 「デリーに現存する奴隷王朝中期の墓について」『紀要』34, 1964, 1-50頁doi
  - 「デリーに現存する奴隷王朝末期の墓について」『紀要』35, 1965, 1-62頁doi
  - 「デリーに現存するサルタナット時代の堰堤および水門の遺跡について:サルタナットの首都デリーとその遺跡に関する歴史的研究(4) 」『紀要』36, 1965年, 1-222頁doi
  - 「デリーに現存するサルタナット時代のバーオリーの遺跡について:サルタナットの首都デリーとその遺跡に関する歴史學的研究(5) 」『紀要』44, 1967年, 1-108頁doi
  - 「スーフィー聖廟の発展と建造物の造営 : デリーにおけるシェイフ=ナスィールッディーン廟の例」第64, 1974年, 1-76頁doi
  - 「デリーに現存するスーフィー聖者の偽廟と偽墓」『紀要』69, 1976年, 1-37頁doi
  - 「デリー=サルタナット末期のモスクとローディー支配層」『紀要』88(創立四十周年記念論集 3),1982年, 1-43頁doi[46]
- 「アルバート・ハイマ「極東に於ける和蘭」」『東洋経済統計月報』第8巻第9号、東洋経済新報社、1948年9月、55-61頁、CRID 1523951030817411456。
- 「ヒンドゥイズムの諸問題」『インド文化』第10巻、日印文化協會、1973年3月、2-18頁、doi:10.11501/4411958、CRID 1521699229939355392。[47][48]
- 「インドのスーフィー聖者と政治権力：中世の遺跡を通じて（1996年度春期東洋学講座講演要旨）」『東洋学報』第78巻第2号、東洋文庫、1996年9月、170-172頁、ISSN 0386-9067、CRID 1050282813491357696。